# Дубровка (Москва)
Дубро́вка — исторический район, а также бывшая деревня и рабочий посёлок на юго-востоке Москвы, в районе современной площади Крестьянской заставы, Крутицкого вала и Шарикоподшипниковской улицы, на возвышенном левом берегу Москвы-реки.

## История

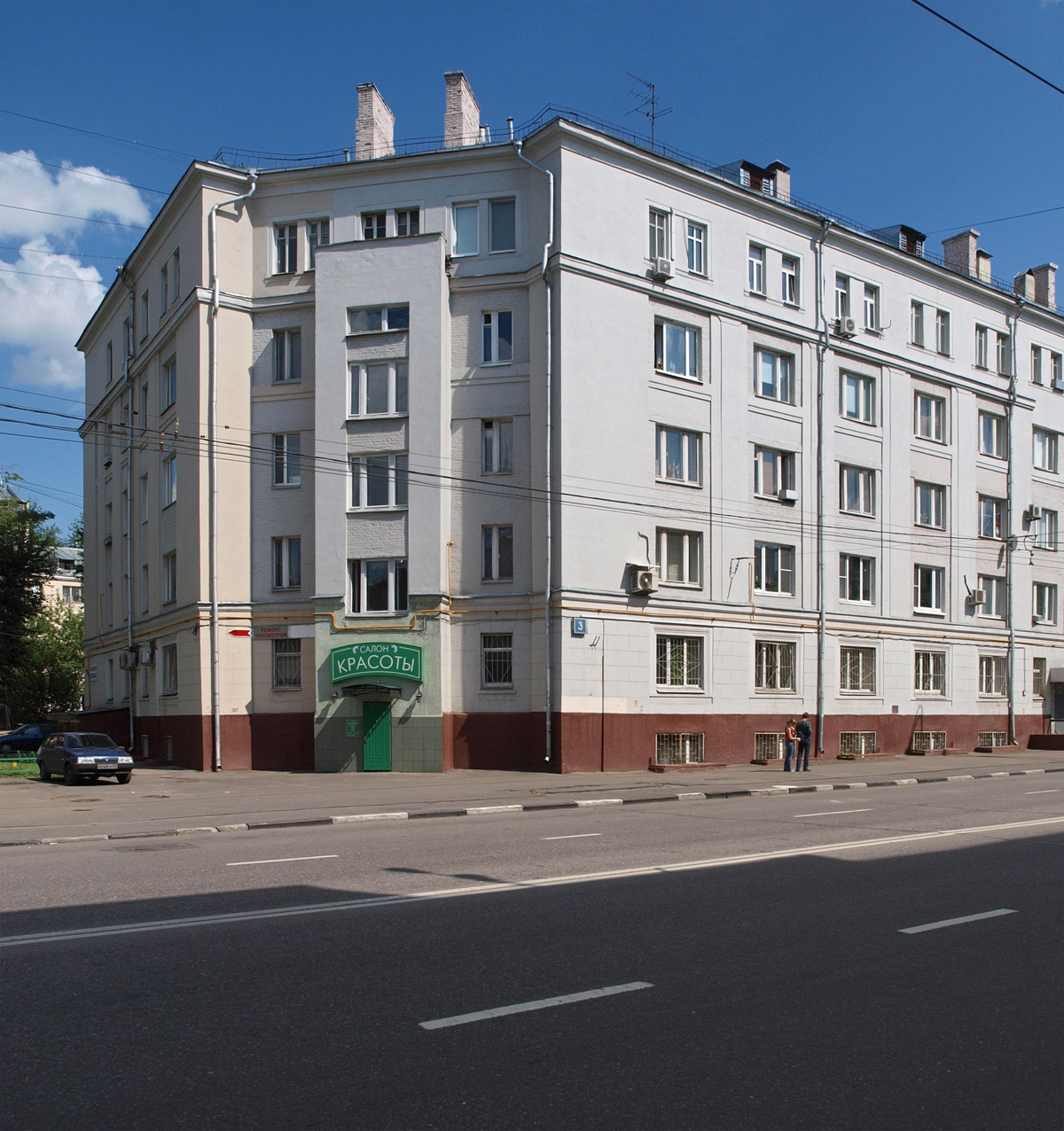
Один из домов бывшего рабочего посёлка Дубровка (1-я Дубровская улица, 3)

Памятник жертвам террористического акта на Дубровке на пересечении улиц 1-я Дубровской и Мельникова

Известная с XIV века деревня Дубровка с окрестными землями длительный период входила в состав владений расположенного по соседству Крутицкого Патриаршего подворья, где числилась до XVIII века.
В 1886 году близ Дубровки были устроены городская бойня и поля орошения, как один из элементов городской канализации. При этом учитывалась московская роза ветров, препятствующая проникновению зловонных запахов в центральные районы города. В дальнейшем основная нагрузка легла на Люблинские поля орошения (современный район Марьино), а поля орошения у Дубровки были ликвидированы в 1920-е годы и отошли под застройку.
В начале XX века были сооружены железнодорожные ветки к крупным заводам АМО (Автозавод имени Лихачёва; ЗИЛ) и «Динамо». Дубровка превратилась в рабочий посёлок.
В 1923 году территория вошла в черту Москвы.
В 1925—1928 годах в Дубровке была осуществлена комплексная жилая застройка, в ходе которой были возведены 25 пятиэтажных домов для рабочих. Первый блок четырёхэтажных корпусов был построен в 1926—1927 годах между 1-й и 2-й Дубровскими улицами (архитекторы И. Антонов, А. Мостаков, А. Панин). В 1927—1928 годах был построен более крупный комплекс пятиэтажных домов к западу от 1-й Дубровской улицы (архитекторы В. Бибиков, Е. Шервинский, А. Вегман). Архитектурной особенностью дубровского комплекса жилых домов является разнообразное оформление угловых секций домов (скошенные или утопленные в глубину секции с прямоугольными выступами, выступающие секции с треугольными эркерами). В 1934—1941 годах была осуществлена надостройка домов для нужд работников Лечебно-санитарного управления Кремля и Академии Наук. Дома подверглись реконструкции в 1977—1978 годах (архитекторы В. В. Степанов, Ю. С. Бочков, А. М. Куренной).
В 1931 году жители Дубровки выступили инициаторами субботников по озеленению и оздоровлению Москвы.
В 1974 году был построен Дворец культуры 1-го Государственного подшипникового завода в Дубровке на пересечении улиц 1-я Дубровской и Мельникова. Здание построено по проекту авторского коллектива мастерской № 13 «Моспроект-1»: архитекторов Юрия Владимировича Ранинского (1928—2001), И. Каменского, Юрия Васильевича Юрова (1926–2005), конструкторов Н. Уманской, Н. Митина, Н. Осьминой. Строительство вело СУ-148 треста Мосстрой-24. По этому же проекту в 1984 году на Профсоюзной улице был построен Дворец НИИ автоматики и приборостроения им. Академика Пилюгина (НИИАП), ныне — Центр культуры и искусства «Меридиан». В 2001 году здание Дворца культуры для нужд создателей мюзикла «Норд-Ост» по роману Вениамина Каверина «Два капитана» было переоборудовано и переименовано в «Театральный центр на Дубровке». В этом здании в октябре 2002 года произошел террористический акт.

## Топонимика
Название Дубровка, довольно широко распространённое на Среднерусской возвышенности, происходящее от древней славянской формы «Дуброва» (соврем. «Дубрава»), свидетельствует о наличии в прошлом в этом районе обособленных лесных массивов, ценных в хозяйственном отношении, заповедной рощи.
Название исторической местности сохранилось в наименовании 1-й и 2-й Дубровских улиц, Дубровского проезда, станции метро «Дубровка» (Люблинско-Дмитровской линии Московского метрополитена) и платформы «Дубровка» МЦК.